# Міжфракційне депутатське об'єднання
Міжфракційне депутатське об'єднання в Україні — добровільне об'єднання народних депутатів. Про створення міжфракційного депутатського об'єднання оголошує головуючий на пленарному засіданні Верховної Ради України за письмовим повідомленням керівника такого об'єднання.
Такі об'єднання утворюються без реєстрації, кадрового, матеріально-технічного, інформаційного, організаційного забезпечення їх діяльності Апаратом Верховної Ради України.
Міжфракційне депутатське об'єднання не має прав депутатської фракції (депутатської групи), передбачених Регламентом Верховної Ради України.
Депутатські фракції і групи в рамках вимог Регламенту створюються у вигляді чисто політичних структур. Після реєстрації вони наділяються певними правами, а також забезпечуються через Апарат парламенту організаційно, матеріально-технічно, кадрово та інформаційно. Фракціям (групам) надають необхідні робочі умебльовані приміщення з необхідним обладнанням тощо. Певну, визначену відповідними нормативами частину співробітників секретаріатів фракцій та груп зараховують у штат Апарату Верховної Ради.
Разом з тим, народні депутати прагнуть різнобічно, а не тільки в політичній площині, реалізувати себе під час свого перебування у парламенті. Нерідко такі речі об'єднують між собою парламентарів з різними, іноді навіть діаметрально протилежними політичними поглядами. Для цього і можуть створюватися міжфракційні депутатські об'єднання, що дають можливість співпрацювати в будь-якому напрямку представникам різних депутатських фракцій та груп, щось на зразок «клубів за інтересами» — за територіальною, тендерною, виробничої ознаками тощо.
Жодного обмеження щодо чисельності, спрямованості і засад діяльності таких об'єднань Регламент не накладає, крім того, що вони мають функціонувати лише в рамках українського законодавства.
До числа членів міжфракційного депутатського об'єднання можуть належати Голова та заступники Голови Верховної Ради України, тобто у цьому випадку будь-якого обмеження на їхнє членство у таких депутатських формуваннях не існує.
Отже, народні депутати можуть вільно співпрацювати шляхом утворення неформальних груп у вигляді міжфракційних депутатських об'єднань, які не підлягають реєстрації, але водночас і не мають тих прав, що встановлює Регламент Верховної Ради України для депутатських фракцій та груп. До таких утворень можуть приєднуватися або бути їхні засновниками депутатські фракції і групи.

## Див.також
- Міжфракційне депутатське об'єднання «Розумна політика»
- Міжфракційне об'єднання «Гуманна країна»